# Maryne Cayon
Pour les articles homonymes, voir Cayon (homonymie).
Maryne Cayon, née en 1996, est une actrice française de cinéma et de télévision.

## Biographie
Originaire de Corse où elle est lycéenne, Maryne Cayon fait ses débuts au cinéma dans le premier long-métrage, Les Apaches, de Thierry de Peretti qui repère ses jeunes acteurs amateurs lors d'un casting à Porto-Vecchio,. Puis après une série de seconds rôles, elle tient aux côtés de Daphné Patakia l'un des trois rôles principaux dans le film de Tony Gatlif, Djam,.

## Filmographie
- 2013 : Les Apaches de Thierry de Peretti – Maryne
- 2014 : 3 x Manon (mini-série) de Jean-Xavier de Lestrade – Sabrina
- 2014 : Geronimo de Tony Gatlif – Soda
- 2014 : Mercuriales de Virgil Vernier –
- 2016 : Je ne suis pas un salaud d'Emmanuel Finkiel – Estelle
- 2016 : Les Sirènes (court-métrage) de Marie Léa Regales – Camille
- 2017 : Djam de Tony Gatlif – Avril
- 2017 : M de Sara Forestier – Zoé
- 2019 : Le Daim de Quentin Dupieux – Zita